# V8 Supercars

## Ismertető

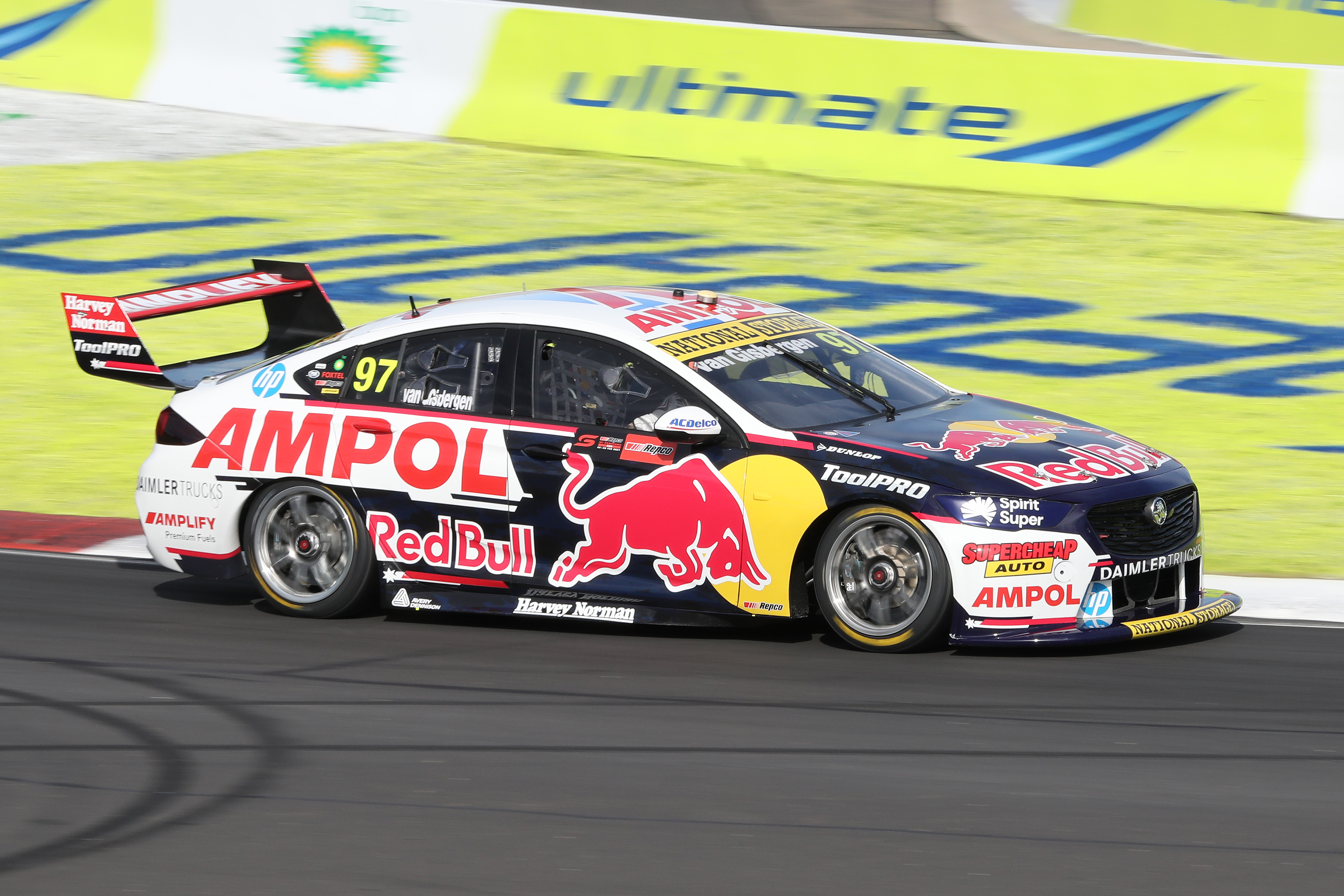
Shane van Gisbergen, az ausztrál Supercars háromszoros bajnoka 2021-ben egy edzésen.

A V8 Supercars egy ausztrál székhellyel rendelkező túraautó-bajnokság. A bajnokság nagy népszerűségnek örvend Ausztráliában és Új-Zélandon is, de világszerte is kezd nőni a népszerűsége az egyre nagyobb televíziós lefedettségnek köszönhetően.
A V8 Supercars bajnokság Ausztrália összes államában és Új-Zélandon is rendez futamokat, de ezen a két országon kívül már ellátogatott a sorozat Abu-Dhabiba, Kínába, Bahreinbe és az Egyesült Államokba is.
A versenyeket épített vagy utcai pályákon rendezik. A versenyhétvégéken többnyire 2 futamot rendeznek de vannak ettől eltérőek ahol 3-at illetve endurance versenyeknél 1 futamot rendeznek.
Gyártóként jelenleg a Ford és a Chevrolet van jelen a szériában, de indított autókat például a Nissan, a Mercedes-Benz, a Volvo, a Holden, a BMW és a Porsche is.

A sorozat rekordbajnoka az ausztrál Jamie Whincup, aki 7 alkalommal is a tabella élén zárt, emellett a legtöbb futamgyőzelem (124) rekordja is az ő nevéhez fűzödik. A legsikeresebb konstruktőr az ausztrál Holden (617 győzelem), míg a legsikeresebb csapat a Triple Eight Race Engineering 250 győzelemmel.